# Miklós Perényi
Miklós Perényi (Budapest, 5 gennaio 1948) è un violoncellista ungherese.
Nacque in una famiglia di musicisti e studiò all'Accademia di Musica "Ferenc Liszt" di Budapest con Ede Banda ed Enrico Mainardi.
Continuò poi i suoi studi all'Accademia nazionale di Santa Cecilia, diplomandosi nel 1962. Nel 1963 vinse un premio alla Pablo Casals International Violoncello Competition a Budapest.
Nel biennio 1965-1966 ha studiato con Pablo Casals a Zermatt e a Porto Rico e successivamente si è esibito al Marlboro Festival per quattro anni consecutivi. Nel 1974 è diventato lettore e nel 1980 docente all'Accademia di Musica "Ferenc Liszt". Contemporaneamente ha però continuato ad esibirsi a livello internazionale.
È stato ospite regolare del Théâtre de la Ville di Parigi in occasione di esibizioni di musica da camera come solo.